# Burcht (kasteel)

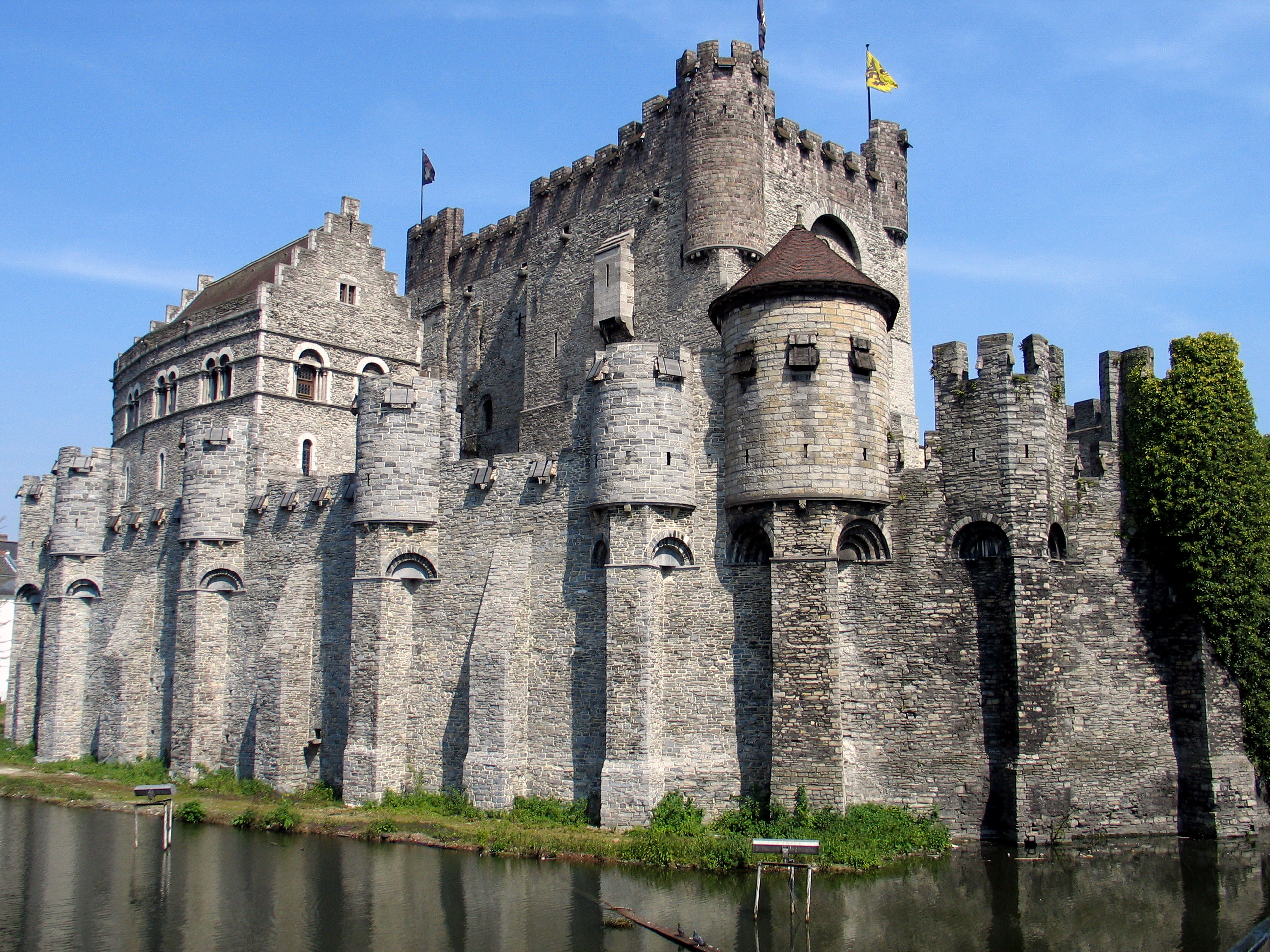
Het Gravensteen in Gent, een 12e-eeuwse waterburcht

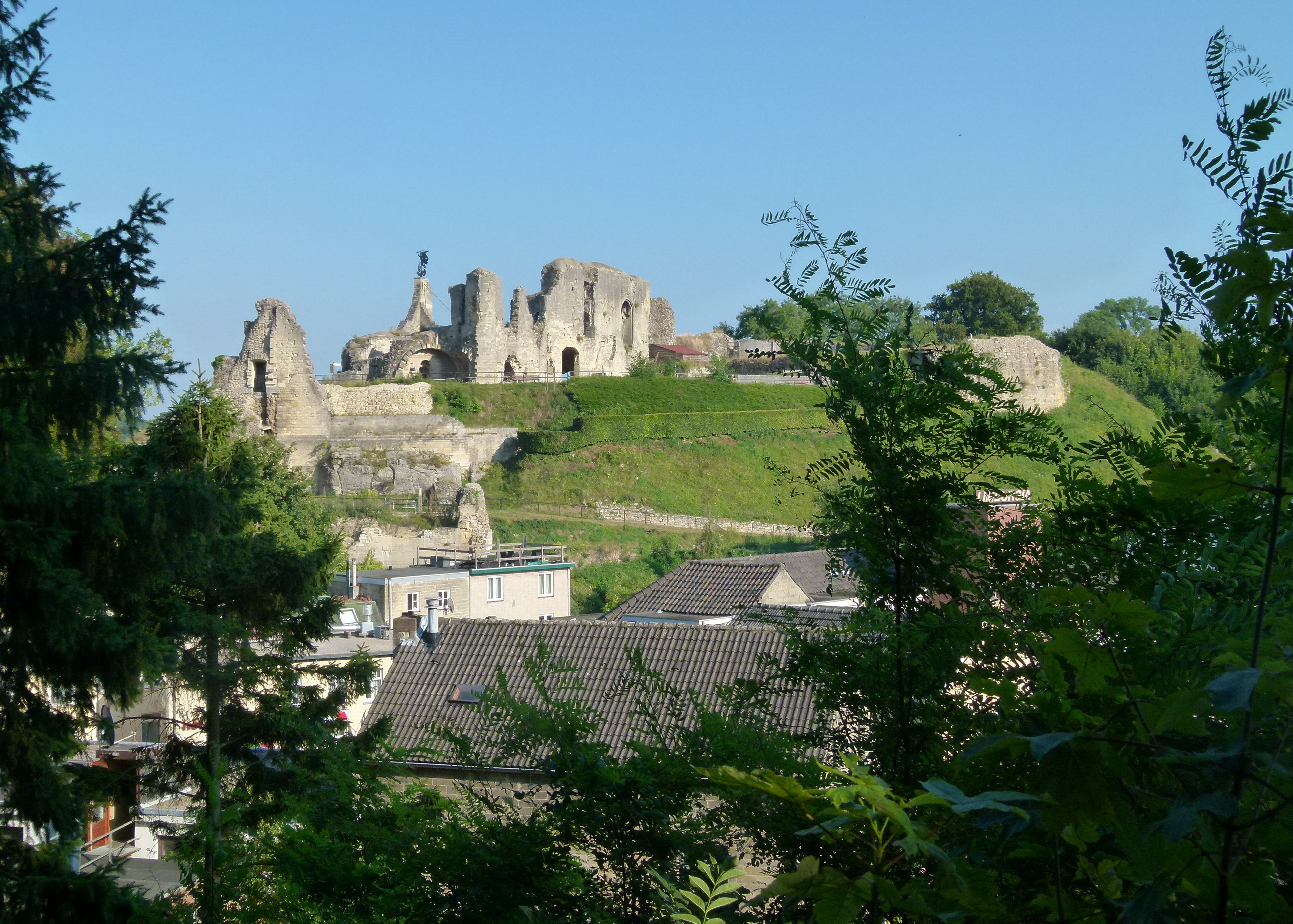
De kasteelruïne Valkenburg, een van de weinige hoogteburchten in Nederland en België

Een burcht of slot is een versterkte woning van een edelman en zijn familie opgericht in de middeleeuwen. Als extra versterking van de (wal)burcht worden burchten meestal omringd door een droge of natte gracht, een aarden wal of een zware stenen ommuring. Een van de oudste nog bestaande voorbeelden in Nederland is de Burcht van Leiden. Voor België is het Gravensteen een goed voorbeeld.

## Kenmerken
Vaak werd de burcht uitgebouwd beginnend vanuit een zware stenen toren of donjon, die ook als laatste steunpunt en schuiloord kon worden gebruikt, mocht de rest van de burcht zijn ingenomen. De donjons en andere torens waren bovenaan vaak afgewerkt met kantelen. In vlakke gebieden werden waterburchten opgericht, met diepe grachten langs alle zijden. De toegang van burchten met een gracht kon meestal worden afgesloten met een valbrug. Voor burchten werden natuurlijke verdedigingselementen gebruikt door ze te bouwen op meanders in rivieren en op heuvels. Hoogteburchten werden gebouwd op rotsen of bergtoppen, van waaruit de dreigingen al van ver te zien waren.
Burchten zijn er in verschillende groottes. De burchten van koningen en grote heren konden grote afmetingen hebben en waren een militaire basis en administratief centrum. Kleinere burchten of donjons waren woontorens met boven elkaar gelegen kamers, bedoeld als verdediging tegen roversbenden en vijandige heren.

## Etymologie
De oorsprong van burcht ligt in het woord burg, analoog aan het Duitse woord Burg en het Zweedse Borg. Dat betekende 'versterkte nederzetting' of 'omwalde plaats', dus stad en geen kasteel. Het oorspronkelijke woord is behouden gebleven in woorden als burger, burgemeester, burggraaf en burgwal, dat bijvoorbeeld in Amsterdam nog in straatnamen voorkomt (bijvoorbeeld de Nieuwezijds Voorburgwal), en daarnaast in een groot aantal plaatsnamen: Middelburg, Domburg, Borgt, Souburg, Burgh-Haamstede, Den Burg (Texel), Leopoldsburg, Luxemburg, Boksburg e.a.
Burg behoort tot een groep woorden die later een -t hebben gekregen (andere voorbeelden zijn inkt, dat in het Engels ink heet en rijst, dat aanvankelijk 'rijs' was.). Door deze t is in de spelling de oorspronkelijke g vervolgens in ch veranderd: de spelling burgt komt in oudere teksten voor, in het huidige Nederlands is het burcht. De Groningse variant borg heeft de t niet overgenomen. Bovendien is er een betekenisverschil ontstaan tussen "burg" (omwalling) en "burcht" (versterkt gebouw).
Dit Germaanse woord heeft ook - zoals wel meer militaire termen - stand gehouden in het Frans, en wel als bourg, dat in tal van plaatsnamen voorkomt, bijvoorbeeld Mariembourg, Cherbourg, Bourg-en-Bresse e.a.

## Begrippen slot, huis en kasteel
'Slot' is vanaf de 14de eeuw synoniem aan 'burcht'. In de Nederrijnse bronnen komt het in de betekenis van burcht voor het eerst voor in 1339. In de 19de eeuw krijgt slot een romantische betekenis waarbij de weerbaarheid is verdwenen.
De algemene term voor een versterkt gebouw in de middeleeuwen is 'huis' dat behalve voor burchten ook gebruikt werd voor adellijke huizen en voor de curtis of hof die voorzien was van een wal en een gracht.
Het meest gangbare woord voor burcht is kasteel dat echter eerst aan het einde van de 16de eeuw voor burcht gebruikt werd. Het Nederlandse kasteel is dan ook geen juiste term voor een middeleeuws gebouw.
Met de afname van het militaire belang kregen veel burchten na de middeleeuwen uitbreidingen en verbouwingen met meer comfort en ruimte voor de bewoners, en eerder gericht op praal en prestige van de kasteelheer. In veel kastelen met een middeleeuwse oorsprong is er nog een kern met overblijfselen van de oorspronkelijke burcht of donjon zichtbaar aanwezig.